# 영평군 (1828년)
영평군 이경응(永平君 李景應, 1828년 8월 30일 ~ 1902년 2월 1일/1901년 음력 12월 23일)은 조선 후기의 왕족 종실이다. 장조 서장자 은언군(恩彦君)의 손자이자 전계대원군의 서자이며, 철종의 이복 서형이자, 후에 누동궁(樓洞宮) 봉사손이 되었다. 부인은 정경부인 청도김씨(貞敬夫人 淸道金氏)이다. 본관은 전주, 휘는 경응(景應), 초명은 욱(昱)이다.
전계대원군의 서자였지만, 이복 형 이원경이 역모로 몰려 사형당하고, 전계대원군의 제사를 받들 후손이 없어서 철종의 특령으로 승적(承嫡)하여 제사를 받들었다. 이복 서제 철종이 왕으로 즉위하면서 능령의 벼슬을 받고, 바로 왕족으로 소의대부에 봉작되었으며 최종 관직은 상보국숭록대부에 이르렀다. 고종 즉위 후 판종정경, 영종정경, 영돈령원사 등을 지냈다. 시호는 효정(孝貞)이다.

## 생애

### 젊은 시절
이경응은 1828년(순조 28) 음력 7월 20일, 전계대원군 이광(全溪大院君 李㼅)과 그의 첩 이씨(李氏) 부인 사이에서 서자로 태어났다. 이름은 욱이다. 또다른 소실이었던 염씨 소생 아들 원범은 후에 철종이 된다. 그는 아버지 전계대원군이 은언군의 서자인데다가, 은언군도 부인 송씨와 며느리 신씨의 천주교 순교사건, 아들 상계군 추대 사건 등에 연좌되어서 왕족의 작위를 받지 못했다.
이복 형이자 유일한 적형인 이원경 역시 민진용의 옥사에 연루되어 사사되었다. 민진용은 노론 중신 민응수(閔應洙)의 후손이었지만 오랫동안 관직에 오르지 못해 몰락했고, 아버지 이광과 안면이 있던 이원덕 등과 불만세력을 규합하고 이원경을 추대하려 했다. 이욱은 이복 동생 이원범과 함께 다시 강화도로 유배되었다.
이복 형인 원경은 후손이 없었다. 그는 서자였지만 후일 아버지 이광의 상속자가 없어, 상속자로 추인되었다. 그는 한성부 홍은동 백련사 근처에서 살았다 한다. 1849년(철종 즉위년) 6월 이복 동생 철종이 즉위하자, 복권과 동시에 능령(陵令)의 벼슬을 받았다. 그해 6월 23일 소의대부(昭義大夫)의 봉작을 받았고, 왕족으로 승인되었다. 이해 11월 11일 종척 집사(宗戚執事)에 임명되었다.

### 전계궁 봉사손
1849년(철종 즉위) 철종은 정조 때에 한시적으로 설치된 숙위소를 부활시키고, 영평군을 숙위대장에 임명하였다. 1849년(철종 즉위) 7월 12일 중의대부(中義大夫)로 승진하고 11월 12일 승헌대부로 가자되었다. 1850년(철종 1) 3월 30일 숭헌(崇憲)으로 가자고 6월 7일 가덕(嘉德)으로 가자되었다. 1851년(철종 2) 1월 2일 의덕대부(宜德大夫)로 가자되었다. 1851년(철종 2) 8월 6일 현록대부로 승진했다.
철종이 생부와 생모를 송나라 복왕과 수왕 및 본조의 덕흥대원군의 전례를 따라 대원군 및 부대부인으로 추봉하고, 전계대원군묘(全溪大院君廟, 전계궁)을 창건하였으나 이때 제사를 받들 사람이 없었으므로, 특별히 이씨부인 소생 서자였던 영평군을 특별히 성서탈적시켜 사자(嗣子)로 세우고 봉무하게 하였다.
1857년에 본부인 평산 신씨가 사망했다. 묘는 아버지 전계대원군 묘소 우측 언덕 임좌에 안장하였다. 곧 그는 청도김씨 김재협의 딸과 재혼하였다. 그러나 청도김씨 역시 딸만 1명 얻었으므로 그는 양자를 구하게 되었다. 그는 결국 선조의 서자 경창군의 9대손인 음직 부사 증 판서인 이휘응(李徽應)의 아들 이재순(李載純)을 양자로 들였다.

### 고종 즉위 이후
1863년(고종 즉위년) 12월 8일 종척 집사(宗戚執事)에 임명되어 대전관(代奠官)이 되었다. 1864년(고종 1) 2월 5일 애책문 서사관(哀冊文書寫官)이 되고, 이해 2월 7일 여본궁제조(與本宮提調)를 거쳐 이해 4월 11일 종척 집사(宗戚執事)에 임명되었다. 이해 9월 19일 고종은 특명을 내려 영평군의 양자를 들이게 했다. 고종은 전교하길 "영평군(永平君)은 즉 전계 대원군(全溪大院阮)의 사자(嗣子)인데 몸에 고질적인 병이 있어 대를 이을 가망이 없다. 중요한 위치에 있어 계후(繼後)하는 절차를 조금이라도 미룰 수 없으니 종부(宗府)로 하여금 속히 의정(議定)하여 들이게 하라." 하였다.
이해 종친부(宗親府)에서 아뢰기를, "영평군(永平君)의 계후(繼后)에 대한 일로 유지(有旨)를 받들어 여러 파(派)를 상세히 조사한 다음 선조(宣祖)의 아홉째 왕자(王子)인 경창군(慶昌君)의 9대손 이신휘(李愼徽)의 아들인 이순달(李順達)로 돈정(敦定)하였습니다. 예사(禮斜) 등의 절차는 해조(該曹)로 하여금 규례대로 거행하게 하소서."하니, 윤허하였다. 이해 12월 8일 혼전 향관(魂殿享官)에 임명되었다.
1865년(고종 2) 1월 22일 상보국 숭록대부(上輔國崇祿大夫)에 가자되고, 이해 4월 10일 선원보략(璿源譜略) 교정당상(校正堂上)이 되고, 이해 7월 21일 판종정경(判宗正卿)이 되고, 이해 10월 24일 수릉관(守陵官)을 거쳐 이해 11월 5일 부묘도감 제조(祔廟都監提調)에 임명되고, 이해 12월 8일 혼전 향관(魂殿享官)이 되었다. 1866년(고종 3) 2월 16일 상호도감 제조(上號都監提調)에 임명되고, 이해 2월 18일 금보 전문 서사관(金寶篆文書寫官)을 거쳐 이해 2월 27일 가례 도감 당상(嘉禮都監堂上)에 임명되었다. 1867년(고종 4) 7월 판부사(判府事)를 거쳐 이해 12월 1일 선원속보(璿源續譜) 교정당상 판종정경(校正堂上 判宗正卿)이 되었다.
1868년(고종 5) 3월 6일 이름을 욱(昱)에서 경응(景應)으로 개명하였다.
1872년(고종 9) 2월 9일 영혜옹주(永惠翁主)의 길례(吉禮) 때 주혼 당상(主婚 堂上)이 되고, 옹주의 혼례 때 전안(奠雁)을 하는 처소는 영평군(永平君)의 집에서 하였다. 1882년(고종 19) 6월 11일 "빈전(殯殿)은 환경전(歡慶殿)으로 하고, 혼전(魂殿)은 문정전(文政殿)으로 하라"하고, 종척 집사(宗戚執事)에 임명되었다.

### 생애 후반
1890년(고종 27) 4월 17일 "빈전(殯殿)을 태원전(泰元殿)으로 하고, 친군영(親軍營)의 도제조(都提調) 이하 곡하는 반열의 처소는 정양문(正陽門) 밖으로 하고, 백관이 회곡(會哭)하는 처소는 경유문(景維門) 밖으로 하라."하고, 종척 집사(宗戚執事)에 임명되었다. 1893년(고종 30) 9월 27일 고종이 전교하길 "의화군(義和君)의 길례(吉禮) 때에 영평군(永平君)이 혼인을 주관하도록 하라." 하였다.
1894년(고종 31) 7월 14일 고종이 전교하길 "판종정경(判宗正卿) 이재면(李載冕)은 위치가 각별하니 상보국숭록대부(上輔國崇祿大夫)를 특별히 주고, 영평군(永平君) 이경응(李景應)도 대우를 달리하지 말아야 하니 아울러 영종정경부사(領宗正卿府事)에 제수하고 국구(國舅)인 영돈녕(領敦寧)의 예대로 시행하라." 하였다. 이해 8월 9일 영돈녕원사(領敦寧院事)에 제수되었다. 1895년(고종 32) 10월 15일 궁내부 대신(宮內府大臣)으로 재임 중 종척 집사(宗戚執事)에 임명되어 안에서 곡(哭)하는 반열에 들어와 참가하였다.
1896년(고종 33, 건양 1) 8월 30일 궁내부 특진관(宮內府特進官)에 임용하고, 칙임관(勅任官) 1등에 서임(敍任)되었다.
1900년 음력 3월부터 만성 소갈증을 앓다가 1902년(광무 6) 2월 1일(1901년 음력 12월 23일) 향년 75세로 별세하였다. 고종황제가 조령을 내리길, "이 종신(宗臣)의 나이는 많았지만 기력은 아직도 강녕하였는데 지금 여러 해 회포를 나누지 못하던 끝에 갑자기 부고를 받으니 옛날을 회상하면 서글픈 마음이 어찌 끝이 있겠는가? 졸한 영평군(永平君) 이경응(李景應)의 상사(喪事)에 동원부기(東園副器) 1부(部)를 보내며 장례 물자를 궁내부(宮內府)에서 되도록 후하게 보내도록 하라. 성복일(成服日)에는 비서원 승(祕書院 丞)을 보내어 치제(致祭)하고 시호(諡號)를 주는 것은 시호를 의논하는 회의가 열리기를 기다려 거행하라." 하였다.

### 사후
시신은 경기도 포천군 주내면 선단4리(현 포천시 포천동 선단4통) 산 11번지 전계대원군 묘소 내에 조성되었다. 후일 청안군 이재순 묘가 조성되고, 왕방산에 있던 이원경의 묘와 1964년 양주군 홍제원 답동리에 있던 풍선군 묘도 묘역 근처로 이장하였다.
1903년(광무 7) 10월 17일 시호를 효정(孝貞)에 추증하였다.
1909년(융희 3) 8월 27일 황후가 인정전(仁政殿) 동쪽 행각에서 영평군 부인 정경부인 김씨(貞敬夫人 金氏) 훈(勳) 1등에 서훈(敍勳)하여 서봉장(瑞鳳章)을 하사받았다.
그의 묘소는 전계대원군 묘역 내에 있었지만 2015년 이후 화장되어 다른곳으로 옮겨졌다.

## 가족 관계
그는 살아 생전에 양자와 양손자, 그리고 양증손자를 보았다. 보통 사후 양자를 들인 다른 왕족들과는 달리 생전에 입양을 보았는데, 모두 입양으로 들인 양자들이다.
왕가(王家) 전주 이씨(全州 李氏)
- 조부 : 은언군 이인(恩彦君 李䄄, 1754~1801)
- 조모 : 상산군부인 진천 송씨(常山郡夫人 鎭川 宋氏, 1753~1801)[3]
- 생조모 : 전산군부인 전주 이씨(全山郡夫人 全州 李氏, 1764~1819)[4]
  - 아버지 : 전계대원군 이광(全溪大院君 李㼅, 1785~1841)
  - 어머니 : 완양부대부인 전주 최씨(完陽府大夫人 全州 崔氏, 1804~1840)[5]
    - 이복형 : 회평군 이원경(懷平君 李元慶, 1827~1844)

  - 어머니 : 용성부대부인 용담 염씨(龍城府大夫人 龍潭 廉氏, 1793~1863)[6]
    - 이복동생 : 제25대 철종대왕(哲宗大王, 1831~1864, 재위:1849~1864)

  - 친어머니 : 이씨(李氏)

영평군 이경응(永平君 李景應, 1828 ~ 1902)
- 정부인 : 정경부인 평산 신씨(貞敬夫人 平山 申氏, 1832~1857), 신재준(申在準)의 딸.[7][8]
- 계부인 : 정경부인 청도 김씨(貞敬夫人 淸道 金氏, 1839~1921), 김재원(金載元)의 딸.[9][10]
  - 딸 : 숙부인 전주 이씨(貞夫人 全州 李氏, 1866~1913)
  - 사위 : 선산군수(郡守) 황연수(黃演秀, 1866~1949), 창원 황씨[11][12]
    - 외손자 : 황규성(黃葵性, 1893~1949)

  - 양자 : 청안군 이재순(淸安君 李載純, 1851~1904)[13]
    - 양손자 : 풍선군 이한용(豊善君 李漢鎔, 1875~1890)
      - 양증손자 : 청풍군 이해승(淸豐君 李海昇, 1890~미상)[14]

## 계속된 양자
철종의 이복 형이었던 그는 1901년까지 생존했지만 아들을 얻지 못하였다. 결국 그는 양자를 들였는데, 그 양자 역시 아들이 없어 결국 생전에 아들, 손자, 증손까지 모두 양자를 입양하여 가계를 이어갔다.
선조의 아홉째 서자 경창군(慶昌君)의 9대손 이휘응의 아들 재순을 양자로 들여 청안군에 봉했다. 그러나 청안군도 아들이 없어, 결국 소현세자의 8대손인 이재철의 아들 이한용(李漢鎔)을 양자로 들여 풍선군에 봉작하였다. 그러나 풍선군 한용은 양손자로 입양된지 얼마 안 돼 1890년 15세를 일기로 자녀 없이 사망한다. 결국 덕흥대원군의 후손 건용(建鎔)의 아들 해승(海昇)을 다시 풍선군의 양자이자 영평군의 양증손자로 입양하여 청풍군에 봉하였다.

## 영평군 이경응을 다룬 작품

### TV 드라마
- 《대원군》(MBC 문화방송 TV 드라마, 1990년) - (배우: 박영규)
- 《철인왕후》(tvN 드라마, 2020년) - (배우: 유민규)

## 같이 보기
- 전계대원군
- 익평군
- 철종
- 은언군
- 회평군
- 누동궁